# Burghöchstadt
Burghöchstadt (fränkisch: Höschdi) ist ein Gemeindeteil des Marktes Burghaslach im Landkreis Neustadt an der Aisch-Bad Windsheim (Mittelfranken, Bayern). Die Gemarkung Burghöchstadt hat eine Fläche von 3,830 km². Sie ist in 363 Flurstücke aufgeteilt, die eine durchschnittliche Fläche von 10551,00 m² haben.

## Geographische Lage
Das Kirchdorf Burghöchstadt liegt mitten im Steigerwald. Im Nordosten erhebt sich hoch über dem Ort, umgeben von einer Bruchsteinmauer, die St.-Georg-Kapelle. Südlich der Ortschaft befindet sich der Lohberg (424 m ü. NHN) und nördlich der Sommerranken (441 m ü. NHN). Die Staatsstraße 2256 führt nach Münchhof (1,8 km östlich) bzw. zur Staatsstraße 2257 (2,3 km nordwestlich). Am südlichen Ortsrand fließt der Schwarzbach.

## Geschichte
Der Ort wurde im würzburgischen Lehenbuch, das im Zeitraum von 1317 bis 1322 als „Burchouesteten“ erstmals erwähnt. Der Ortsname bedeutet ‚zu den Hofstätten bei einer Burg‘. Der Ort gehörte zum würzburgischen Amt Schlüsselfeld. Bereits 1336 wurde eine Kapelle erwähnt.
Mit der Auflösung des Amtes Schlüsselfeld kam Burghöchstadt 1805 zum bayerischen Landgericht Burgebrach. Im März 1806 erfolgte der Wechsel zum restituierten Amt Schlüsselfeld des Großherzogtums Würzburg. Am 26. September 1810 kam Burghöchstadt an das bayerische Landgericht Höchstadt, und wurde dem Steuerdistrikt und der Ruralgemeinde Heuchelheim zugewiesen. Von 1814 bis 1817 gehörte Burghöchstadt zum Herrschaftsgericht Burghaslach und war hier dem Steuerdistrikt Münchhof und der Ruralgemeinde Appenfelden zugeordnet. Danach war Burghöchstadt wieder beim Landgericht Höchstadt, diesmal als eigenständige Gemeinde. Am 26. Januar 1838 wurde der Ort nach Oberrimbach eingemeindet und kam so an das Landgericht Markt Bibart. Am 1. Januar 1972 wurde Burghöchstadt im Zuge der Gebietsreform in Bayern nach Burghaslach eingemeindet.

### Bau- und Bodendenkmäler
- Burgstall Burghöchstadt[16]
- St.-Georg-Kapelle[16]

### Einwohnerentwicklung
| Jahr      | 001818 | 001840 | 001861 | 001871 | 001885 | 001900 | 001925 | 001950 | 001961 | 001970 | 001987 |
| Einwohner | 77     | 92     | 90     | 88     | 77     | 83     | 59     | 79     | 52     | 62     | 42     |
| Häuser    | 13     | 13     |        |        | 11     | 10     | 12     | 12     | 13     |        | 11     |
| Quelle    | [ 12 ] | [ 18 ] | [ 19 ] | [ 20 ] | [ 21 ] | [ 22 ] | [ 23 ] | [ 24 ] | [ 25 ] | [ 26 ] | [ 27 ] |

## Religion
Burghöchstadt ist seit der Reformation gemisch konfessionell. Die Katholiken sind nach St. Michael (Appenfelden) gepfarrt, die Protestanten nach St. Mauritius (Kirchrimbach).

## Veranstaltungen
- Karpfenkerwa am zweiten Septemberwochenende,
- letzte Kerwa in der Gemeinde im November